# Defense Message System
Das Defense Message System oder Defense Messaging System (DMS) ist ein System für sichere E-Mail und Verzeichnisdienste des US-Verteidigungsministeriums. DMS wurde eingeführt, um das AUTODIN-Netzwerk zu ersetzen, und basiert auf Implementierungen des OSI X.400-Mail-Standards, X.500-Verzeichnisdiensten und X.509 Public-Key-Zertifikaten mit vielen Erweiterungen, um die speziellen Anforderungen an ein militärisches Kommunikationssystem zu erfüllen.
DMS wird manchmal in Verbindung mit third-party-Produkten eingesetzt, wie beispielsweise dem DMDS (Defense Message Dissemination System) der US-Navy, das Nachrichten auf Basis von bestimmten Kriterien annimmt und an die Stellen weiterleitet, von denen eine Reaktion auf die Nachricht erwartet wird. Diese Kombination hat vor allem in den oberen Kommandoebenen großen Erfolg gehabt, da die Kräfte nicht mehr warten müssen, bis Vermittlungspersonal die Nachricht manuell zum richtigen Teilnehmer routet. Die Navy benutzt außerdem das Navy Regional Enterprise Messaging System (NREMS). NREMS benutzt ein AMHS-Backend, um sichere Organisationsnachrichten über ein Web-Interface zu den Naval commands zu senden.
Die DMS-Version der US-Army läuft sowohl für CONUS als auch für Gebiete außerhalb der USA auf einer AMHS-Plattform. Das Pentagon Telecommunications Center (PTC) ist der Verteilpunkt für CONUS-Operationen, daneben existieren diverse AMHS-Installationen für strategischen Nachrichtenaustausch OCONUS (außerhalb der USA). In der taktischen Umgebung der US-Army existiert ebenso das unabhängige Tactical Message System (TMS), das ebenso auf einer AMHS-Plattform aufbaut und sicheren Nachrichtenaustausch für den Fall bereitstellen soll, dass OCONUS AMHS-Installationen nicht erreichbar sind.
Das DMS wird koordiniert durch die Defense Information Systems Agency (DISA). Tests begannen im Jahr 1995. Für den Betrieb setzt DMS auf viele third-party Produkte wie DMDS, DMDS Proxy MR, CP-XP (das CommPower XML Portal), AMHS (Automated Message Handling System), MMHS (Military Message Handling System) und CMS 1.0.